# جینگمن
جینگمن (به لاتین: Jingmen) یک شهر مرکزی در جمهوری خلق چین است که در هوبئی واقع شده‌است. جینگمن ۱۲٬۴۰۴ کیلومتر مربع مساحت و ۳٬۰۲۳٬۰۰۰ نفر جمعیت دارد.